# Smidtia japonica
Smidtia japonica là một loài ruồi trong họ Tachinidae.